# Skärhamn
Skärhamn est une localité de Suède située dans la commune de Tjörn dont elle est le siège et dans le comté de Västra Götaland. Elle couvre une superficie de 1,22 km2. En 2010, elle compte 3 193 habitants.
Sa principale attraction touristique est le musée nordique de l'aquarelle.